# Капская горлица

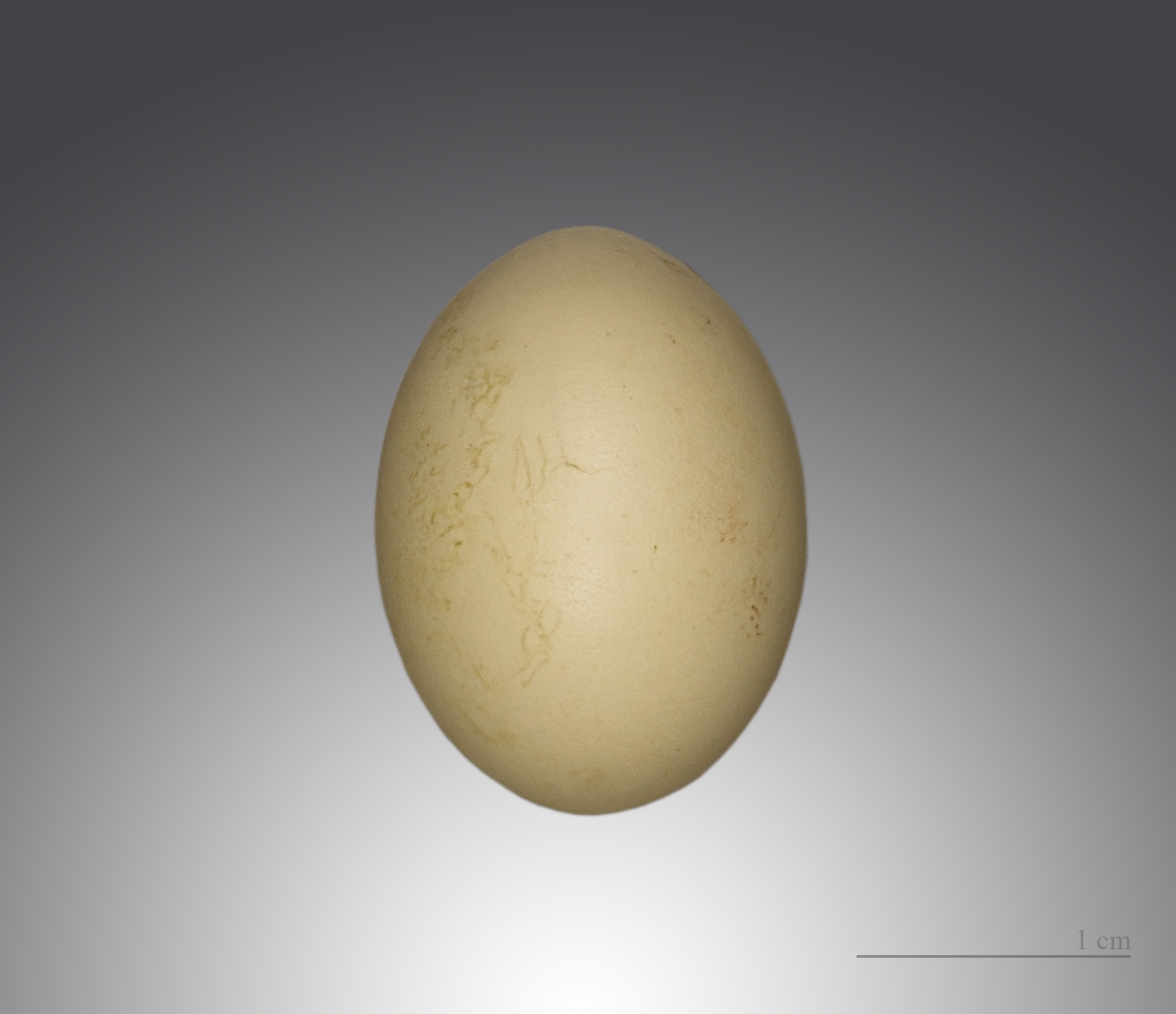
Oena capensis

Капская горлица, или масковая горлица, горлица  (лат. Oena capensis) — вид птиц семейства голубиные. Образует монотипический род капских горлиц (Oena).
Обитает в Африке южнее Сахары, на Мадагаскаре, а также на Аравийском полуострове и Сокотре.
Мелкий голубь длиной около 22 см и весом 40 г. 
Имеет длинный ступенчатый хвост. Верх бурый, низ белый, грудь и передняя часть головы чёрные. 
Предпочитает открытые местообитания — саванны и редколесья с деревьями акации и кустарником.